# Felipe Nicolás Mujica Johnson
Felipe Nicolás Mujica Johnson (Viña del Mar, 1989) es un filósofo y profesor chileno. Autor de varios ensayos y numerosos artículos académicos, es un exponente pedagógico del humanismo en el deporte.

## Formación
Es doctor en Ciencias de la Actividad Física y del Deporte (INEF) por la Universidad Politécnica de Madrid.  Su formación se inició en la Universidad de Playa Ancha, donde se licenció en Ciencias de la Educación. Su interés por el mundo deportivo le llevó a especializarse como profesor de educación física y posteriormente magíster en Ciencias de la Actividad Física y del Deporte por la misma universidad, hasta cursar el doctorado en España.  Su tesis doctoral Percepción emocional del alumnado de educación secundaria obligatoria durante la práctica de baloncesto en la asignatura de Educación Física, fue leída en el INEF el 27 de noviembre de 2020.

## Desarrollo profesional
Como filósofo, intenta acercar este saber a la actualidad, conectándolo con los problemas contemporáneos y haciéndolo cercano a los adolescentes, para conseguir que las personas sean libres y no puedan ser manipuladas. Considera que la filosofía no debería desaparecer de los planes de estudios en la escuela y que es una sabiduría para la acción. Ha investigado el diseño curricular chileno respecto a la educación física por objetivos estandarizados y enfocados solo a su relación con la salud.  Considera que debe ser una educación por competencias que permita una visión integral de la educación física, como educación para el cuerpo y la mente.
Fue profesor investigador de la Universidad de Playa Ancha entre 2015 y 2017. Es investigador y profesor de la Universidad Autónoma de Chile desde 2021 (grupo EFISAL) e investigador asociado del Centro de Investigación Escolar y Desarrollo (CIED) de la  Universidad Católica de Temuco desde 2018.

## Obra
Con numerosas publicaciones entre ensayos, monografías y artículos académicos, de su amplia producción destaca “Filosofía y ser humano”. En dos diferentes partes aborda el sentido de la filosofía en la vida del ser humano y también su aplicación a diferentes formas de vivir como el feminismo, el capitalismo, la alimentación, la moral, la educación y la práctica físico-deportiva.
Cuenta con más de 60 artículos académicos publicados en revistas indexadas y una docena de ensayos publicados acerca de la educación integral y física, el amor, la ética y las emociones y el concepto de Dios enfrentado al materialismo.

## Publicaciones

### Ensayo
- Educación Física y Ética, Wanceulen, Sevilla 2020.
- Filosofía y Educación Física, McSports, Vigo, 2021.
- Filosofía y ser humano, Reflexiones para la ciudadanía. Trayecto, Santiago, 2021.
- Mujica, F. y Orellana, N., El giro emocional de la educación, Forja, Santiago, 2021.
- Dios no ha muerto y otros escritos de filosofía. Trayecto, Santiago, 2022.

### Artículos académicos
- Mujica, F., Inostroza, C. y Orellana, N. (2018). "Educar las emociones con un sentido pedagógico: Un aporte a la justicia social." Revista Internacional de Educación para la Justicia Social, 7(2), 113-127.[7]
- Mujica, F. (2018). "Educar y suscitar emociones en la educación: análisis crítico de su contribución al desarrollo moral" ENSAYOS. Revista de la Facultad de Educación de Albacete, 33(2), 15-27.
- Mujica, F. (2019). "Suscitar buenas emociones en la educación formal: Análisis según la ética de Max Scheler". Revista Dilemas Contemporáneos: Educación, Política y Valores, 6(3), 1-15
- Mujica, F. (2019). "Formación emocional con un sentido moral humanista-cristiano: Análisis en función del amor". Paulo Freire. Revista de Pedagogía Crítica, 21, 126-141.
- Mujica, F. (2020). "El término Educación Física en la posmodernidad: contribución de algunas perspectivas fenomenológicas". Retos, 38, 795-801.[8]
- Mujica, F. (2020). "Análisis crítico del currículo escolar en Chile en función de la justicia social". Revista Electrónica Educare, 24(1), 1-14.[9]
- Mujica, F. y Orellana, N. (2020). "Tradición cristiana y educación para los derechos humanos: crítica al sentido moral de Nietzsche". Revista Ensayos Pedagógicos, 15(1), 117-130.[10]
- Mujica, F. (2021). "Sobre la discusión filosófica del término Educación Física". Dilemas Contemporáneos. Educación, Política y Valores, 9(1), 1-13.[11]
- Mujica, F. (2021). "Los límites de la filosofía: la vida y Dios". Revista Ensayos de Filosofía, 13, 1-5.[12]
- Mujica, F. (2022). "Filosofía de la educación y subjetividad. Una perspectiva ecléctica". Revista Dilemas Contemporáneos: Educación, Política y Valores, 9(2), 1-14.[13]